# Edo Saiya

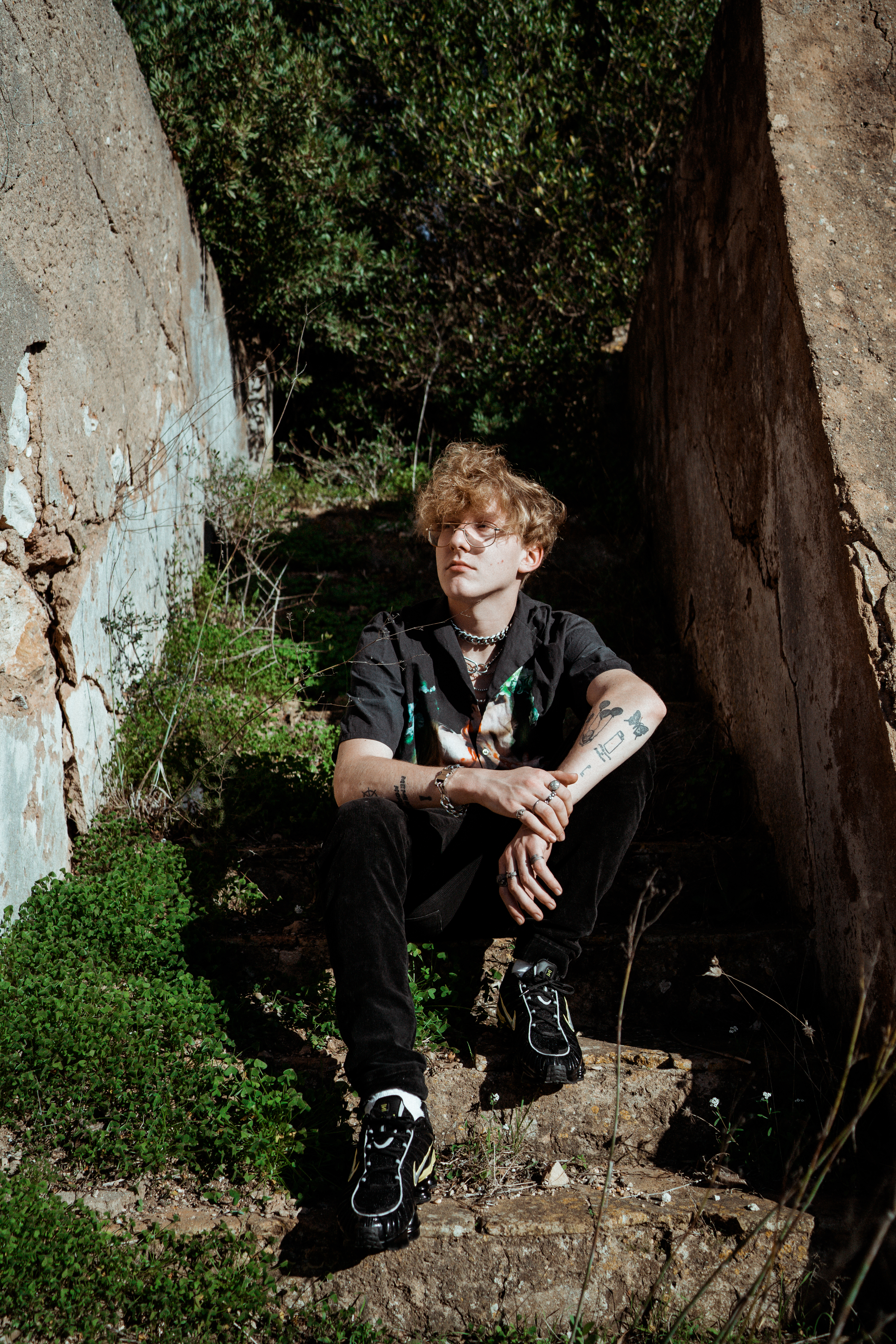
Edo Saiya (2020)

Edo Saiya (* 20. Dezember 1997 in Köln als Timo Bethke) ist ein deutscher Rapper.

## Leben und Karriere

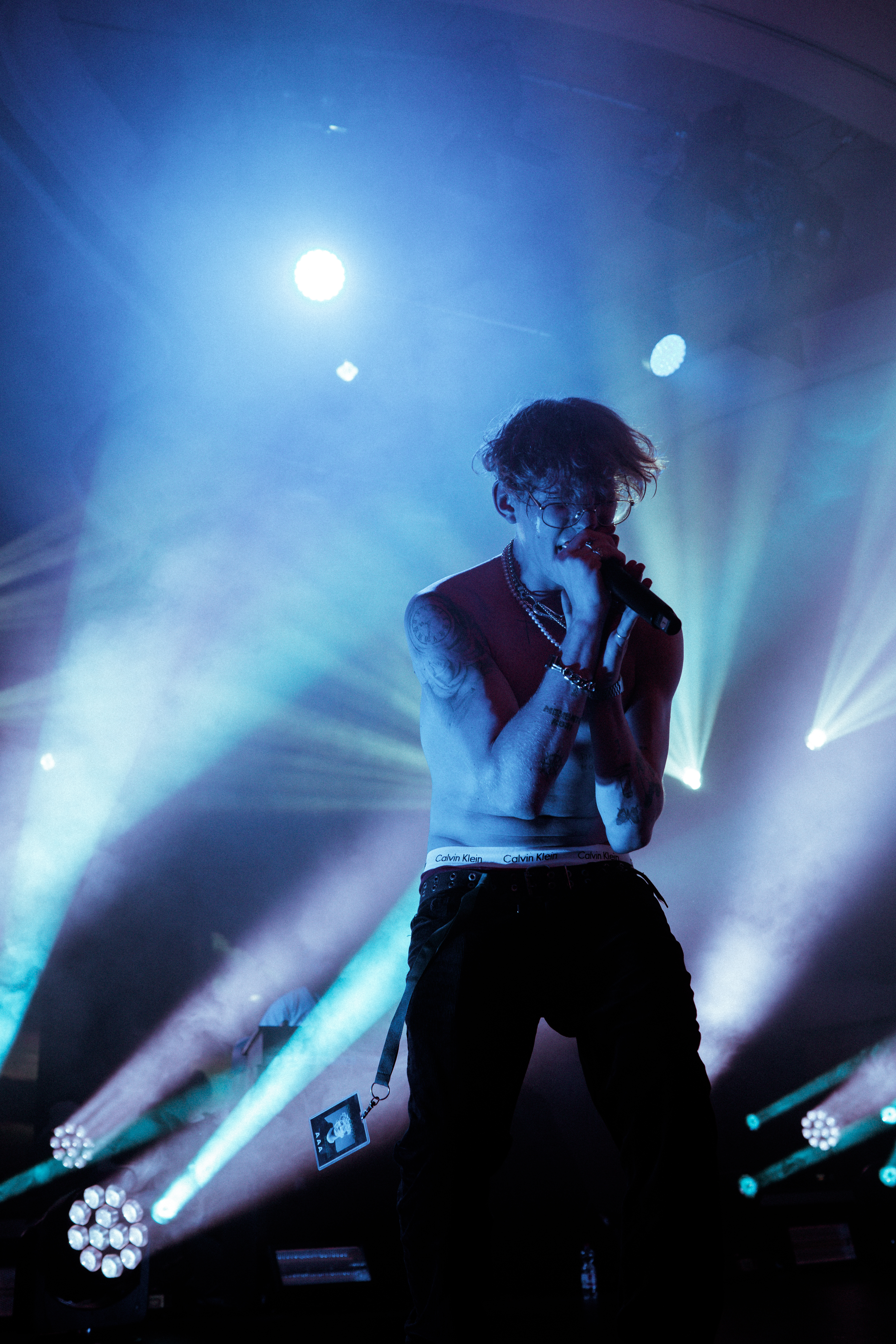
Edo Saiya bei einem Auftritt (2019)

Edo Saiya wurde am 20. Dezember 1997 unter dem bürgerlichen Namen Timo Bethke in Köln geboren. Musikalisch beeinflussten ihn vor allem US-amerikanischer Rap und Emo-Post-Rock sowie teilweise auch Soul und Jazz. Zunächst spielte er in Rockbands, bevor er unter dem Namen Square öffentlich als Battle-Rapper auftrat: „Irgendwann war ich an dem Punkt, dass ich dachte: Ich will nicht nur rappen, um zu rappen, sondern ich will etwas sagen. Ich habe einen höheren Anspruch an mich selbst.“ Er entlehnte das Pseudonym Edo Saiya aus dem Japanischen und orientierte sich an aktuellen Einflüssen des Cloud Rap.
Ab Anfang 2018 veröffentlichte Edo Saiya regelmäßig Singles und Tapes. Nachdem seine Debüt-EP Somnia im April im Selbstvertrieb erschienen war, folgte einige Wochen später seine erste Single Besser. Im Folgenden übernahm recordJet die Veröffentlichungen des Rappers. Bereits im Sommer 2018 erschien über die Plattform das Album Azur, auf dem Negatiiv OG, Kid Cairo und Felikz als Gäste vertreten sind. Mit Letztgenanntem folgte Anfang Oktober die Kollabo-EP Flight of Fancy. Mit dem Album Broken Displays Broken Promises, das mit prominenterer Unterstützung von Sierra Kidd und Yin Kalle aufwartet, schloss Saiya das Jahr ab.
2019 veröffentlichte der Rapper zunächst die EPs Akt01 und The Cold Hit Hard. Im Mai folgte das Album This Was Home, für das gemeinsame Songs mit Felikz, BLAMEPEAK, Young Richie Rich, Negatiiv OG und Jalle entstanden waren. Im August übernahm Jan Rode, der frühere Gründer von TubeOne Networks, mit seinem Unternehmen Kein Plan das Management von Edo Saiya. Einen Monat später erschien Distant. Gemeinsam mit Lil Lano nahm er die Single Sag Wieso auf, die das Label AnanasSquad im Januar 2020 veröffentlichte. Mit Platz 51 konnte sich erstmals eine Veröffentlichung Edo Saiyas in den Charts positionieren. Seine unter dem Titel Brille Kaputt Tour geplante Solo-Tournee im Mai fiel ebenso der COVID-19-Pandemie zum Opfer wie sein Auftritt im Rahmen des Splash!-Festivals. Mit The Entire History of You, Lunar und x6 stiegen drei Soloalben des Rappers in den kommenden Monaten in die Top 5 der deutschen Albumcharts ein. Im Frühjahr 2022 veröffentlichte er das Album Polar, das die Spitzenposition in den deutschen Albumcharts erreichte.

## Diskografie

### Studioalben
| Jahr | Titel                           | Höchstplatzierung, Gesamtwochen, AuszeichnungChartplatzierungen (Jahr, Titel, Platzierungen, Wochen, Auszeichnungen, Anmerkungen, Cover) | Höchstplatzierung, Gesamtwochen, AuszeichnungChartplatzierungen (Jahr, Titel, Platzierungen, Wochen, Auszeichnungen, Anmerkungen, Cover) | Höchstplatzierung, Gesamtwochen, AuszeichnungChartplatzierungen (Jahr, Titel, Platzierungen, Wochen, Auszeichnungen, Anmerkungen, Cover) | Anmerkungen                              | Cover |
| Jahr | Titel                           | DE | AT | CH | Anmerkungen                              | Cover |
| ---- | ------------------------------- | --- | --- | --- | ---------------------------------------- | ----- |
| 2018 | Azur                            | — | — | — | Erstveröffentlichung: 2. August 2018     |       |
| 2018 | Broken Displays Broken Promises | — | — | — | Erstveröffentlichung: 27. Dezember 2018  |       |
| 2019 | This Was Home                   | — | — | — | Erstveröffentlichung: 15. Mai 2019       |       |
| 2019 | Distant                         | — | — | — | Erstveröffentlichung: 21. September 2019 |       |
| 2020 | The Entire History of You       | DE5 (1 Wo.)DE | — | — | Erstveröffentlichung: 1. Mai 2020        |       |
| 2020 | Lunar                           | DE4 (1 Wo.)DE | — | — | Erstveröffentlichung: 28. August 2020    |       |
| 2021 | x6                              | DE2 (2 Wo.)DE | AT52 (1 Wo.)AT | — | Erstveröffentlichung: 16. April 2021     |       |
| 2022 | Polar                           | DE1 (2 Wo.)DE | — | — | Erstveröffentlichung: 18. März 2022      |       |
| 2023 | Days After                      | DE2 (2 Wo.)DE | — | — | Erstveröffentlichung: 6. Januar 2023     |       |
| 2024 | Lieder vom Leben                | DE2 (1 Wo.)DE | — | — | Erstveröffentlichung: 26. Juli 2024      |       |

### EPs
| Jahr | Titel             | Höchstplatzierung, Gesamtwochen, AuszeichnungChartplatzierungen (Jahr, Titel, Platzierungen, Wochen, Auszeichnungen, Anmerkungen, Cover) | Höchstplatzierung, Gesamtwochen, AuszeichnungChartplatzierungen (Jahr, Titel, Platzierungen, Wochen, Auszeichnungen, Anmerkungen, Cover) | Höchstplatzierung, Gesamtwochen, AuszeichnungChartplatzierungen (Jahr, Titel, Platzierungen, Wochen, Auszeichnungen, Anmerkungen, Cover) | Anmerkungen                                      | Cover |
| Jahr | Titel             | DE | AT | CH | Anmerkungen                                      | Cover |
| ---- | ----------------- | --- | --- | --- | ------------------------------------------------ | ----- |
| 2018 | Somnia            | — | — | — | Erstveröffentlichung: 15. April 2018             |       |
| 2018 | Flight of Fancy   | — | — | — | Erstveröffentlichung: 5. Oktober 2018 mit Felikz |       |
| 2019 | Akt01             | — | — | — | Erstveröffentlichung: 28. Januar 2019            |       |
| 2019 | The Cold Hit Hard | — | — | — | Erstveröffentlichung: 14. Februar 2019           |       |

### Singles
| Jahr | Titel Album                                               | Höchstplatzierung, Gesamtwochen, AuszeichnungChartplatzierungen (Jahr, Titel, Album, Platzierungen, Wochen, Auszeichnungen, Anmerkungen, Cover) | Höchstplatzierung, Gesamtwochen, AuszeichnungChartplatzierungen (Jahr, Titel, Album, Platzierungen, Wochen, Auszeichnungen, Anmerkungen, Cover) | Höchstplatzierung, Gesamtwochen, AuszeichnungChartplatzierungen (Jahr, Titel, Album, Platzierungen, Wochen, Auszeichnungen, Anmerkungen, Cover) | Anmerkungen                                                           | Cover |
| Jahr | Titel Album                                               | DE | AT | CH | Anmerkungen                                                           | Cover |
| ---- | --------------------------------------------------------- | --- | --- | --- | --------------------------------------------------------------------- | ----- |
| 2018 | Besser –                                                  | — | — | — | Erstveröffentlichung: 1. Mai 2018                                     |       |
| 2018 | Kreis –                                                   | — | — | — | Erstveröffentlichung: 15. Juli 2018                                   |       |
| 2018 | Fallen –                                                  | — | — | — | Erstveröffentlichung: 28. August 2018                                 |       |
| 2018 | Gang$igns –                                               | — | — | — | Erstveröffentlichung: 16. September 2018                              |       |
| 2018 | Ouh –                                                     | — | — | — | Erstveröffentlichung: 26. September 2018 mit Jalle                    |       |
| 2018 | Wendy –                                                   | — | — | — | Erstveröffentlichung: 7. Dezember 2018 mit Ezet                       |       |
| 2019 | Wespe –                                                   | — | — | — | Erstveröffentlichung: 26. Februar 2019                                |       |
| 2019 | Champagne –                                               | — | — | — | Erstveröffentlichung: 19. April 2019 mit Kid Cairo                    |       |
| 2019 | Okay –                                                    | — | — | — | Erstveröffentlichung: 6. September 2019 mit Jalle und Kid Cairo       |       |
| 2019 | Frei –                                                    | — | — | — | Erstveröffentlichung: 25. Oktober 2019 mit Young Richie Rich          |       |
| 2019 | Rote Gauloises –                                          | — | — | — | Erstveröffentlichung: 7. Dezember 2019                                |       |
| 2019 | Rollen –                                                  | — | — | — | Erstveröffentlichung: 12. Dezember 2019                               |       |
| 2019 | Pour it –                                                 | — | — | — | Erstveröffentlichung: 19. Dezember 2019 mit Kid Cairo                 |       |
| 2020 | Sag Wieso –                                               | DE51 (3 Wo.)DE | — | — | Erstveröffentlichung: 23. Januar 2020 mit Lil Lano                    |       |
| 2020 | Weil Du The Entire History of You                         | — | — | — | Erstveröffentlichung: 3. April 2020 feat. Kid Cairo                   |       |
| 2020 | Tut weh The Entire History of You                         | — | — | — | Erstveröffentlichung: 10. April 2020                                  |       |
| 2020 | A The Entire History of You                               | — | — | — | Erstveröffentlichung: 15. April 2020                                  |       |
| 2020 | Janas Interlude The Entire History of You                 | — | — | — | Erstveröffentlichung: 17. April 2020                                  |       |
| 2020 | 3:52 (Dienstag Nacht Interlude) The Entire History of You | — | — | — | Erstveröffentlichung: 24. April 2020                                  |       |
| 2020 | Sportscar The Entire History of You                       | — | — | — | Erstveröffentlichung: 1. Mai 2020                                     |       |
| 2020 | Fucked Up –                                               | — | — | — | Erstveröffentlichung: 6. Juni 2020 mit Lil Lano                       |       |
| 2021 | 2021 x6                                                   | — | — | — | Erstveröffentlichung: 29. Januar 2021                                 |       |
| 2021 | Hilf mir x6                                               | — | — | — | Erstveröffentlichung: 12. Februar 2021                                |       |
| 2021 | Kinofilm x6                                               | — | — | — | Erstveröffentlichung: 26. Februar 2021                                |       |
| 2021 | "Love" –                                                  | — | — | — | Erstveröffentlichung: 5. März 2021 mit consent2k und Malik            |       |
| 2021 | Shawty x6                                                 | — | — | — | Erstveröffentlichung: 12. März 2021                                   |       |
| 2021 | angst. –                                                  | — | — | — | Erstveröffentlichung: 19. März 2021 mit Tiavo                         |       |
| 2021 | Warum x6                                                  | — | — | — | Erstveröffentlichung: 26. März 2021                                   |       |
| 2021 | Tanz mit dem Teufel x6                                    | — | — | — | Erstveröffentlichung: 2. April 2021                                   |       |
| 2021 | Paradox6n x6                                              | DE— aDE | — | — | Erstveröffentlichung: 9. April 2021                                   |       |
| 2021 | Dunkel –                                                  | — | — | — | Erstveröffentlichung: 30. April 2021 mit Kati K                       |       |
| 2021 | Verschwendete Zeit –                                      | — | — | — | Erstveröffentlichung: 24. Juni 2021 mit Dondon                        |       |
| 2021 | Ein Schritt mehr –                                        | — | — | — | Erstveröffentlichung: 2. Juli 2021 mit Marvin Game                    |       |
| 2021 | Schicksal –                                               | — | — | — | Erstveröffentlichung: 27. August 2021 mit Ccola                       |       |
| 2021 | Mehr –                                                    | — | — | — | Erstveröffentlichung: 3. September 2021 mit Notorious Nasty           |       |
| 2021 | In deinen Augen –                                         | — | — | — | Erstveröffentlichung: 17. September 2021 mit Sharaktah                |       |
| 2021 | Soundtrack für die Nacht –                                | — | — | — | Erstveröffentlichung: 8. Oktober 2021 mit Ahzumjot                    |       |
| 2021 | Radar –                                                   | — | — | — | Erstveröffentlichung: 22. Oktober 2021 mit Luis                       |       |
| 2021 | Seele reparieren –                                        | — | — | — | Erstveröffentlichung: 17. Dezember 2021 mit Pavlo & Notorious Nasty   |       |
| 2022 | Ich liebe… –                                              | DE24 (3 Wo.)DE | AT26 (2 Wo.)AT | CH56 (1 Wo.)CH | Erstveröffentlichung: 14. Januar 2022 mit Badchieff & Cro feat. Majan |       |
| 2022 | Trilogy Vinyl Polar                                       | DE— bDE | — | — | Erstveröffentlichung: 28. Januar 2022                                 |       |
| 2022 | Gegen die Wand Polar                                      | — | — | — | Erstveröffentlichung: 4. Februar 2022 feat. Sharaktah                 |       |
| 2022 | Einfach passiert Polar                                    | — | — | — | Erstveröffentlichung: 11. Februar 2022                                |       |
| 2022 | Viele viele –                                             | — | — | — | Erstveröffentlichung: 11. Februar 2022 mit Souly                      |       |
| 2022 | Lass mich gehen Polar                                     | — | — | — | Erstveröffentlichung: 18. Februar 2022                                |       |
| 2022 | Engel Polar                                               | — | — | — | Erstveröffentlichung: 25. Februar 2022 feat. Marvin Game              |       |
| 2022 | Für den Fall Polar                                        | — | — | — | Erstveröffentlichung: 4. März 2022                                    |       |
| 2022 | Mann unter Feuer Polar                                    | — | — | — | Erstveröffentlichung: 11. März 2022                                   |       |
| 2022 | Cartier –                                                 | — | — | — | Erstveröffentlichung: 15. Juli 2022                                   |       |
| 2022 | Aufgehört zu rennen –                                     | — | — | — | Erstveröffentlichung: 28. Oktober 2022                                |       |
| 2022 | Zu viel –                                                 | DE— cDE | — | — | Erstveröffentlichung: 11. November 2022 feat. T-Low                   |       |
| 2024 | Aspirin –                                                 | DE— dDE | — | — | Erstveröffentlichung: 30. August 2024 mit Yung Yury                   |       |

## Rezeption
Das Online-Magazin Diffus befasste sich im Frühjahr 2019 mit dem Musiker. Edo Saiya reflektiere in seinen Songs „seinen Lifestyle zwischen durchgemachten Nächten, Drogenkonsum und der ehrlichen Reflexion der eigenen Persönlichkeit“, womit er zu den „vielversprechendsten deutschsprachigen Künstlern“ zähle. Musikalisch bediene er sich „progressiven Sounds voller treibender Drums oder drückender 808-Bässe“. Diesen Klang mische er „mit Genregrenzen sprengenden Elementen aus Rock, Indie, RnB und Alternative.“ Während das Magazin The Cold Hit Hard als „düsteres Werk“ charakterisiert, klinge This Was Home „insgesamt heiterer, fast schon sommerlich“.
Laut Jakob Wihgrab treffen bei Edo Saiya „zeitgemäße 808-Beats auf Emo-Attitude“. In seinem Beitrag für Puls, dem Jugendkanal des Bayerischen Rundfunks, bemängelte er zwar das „Drogengepose“, doch lobt zugleich wie der Rapper sein „Seelenleben“ reflektiere: „Da gibt es die Highs, die Partys, die Drogen, aber eben auch die Lows, die das mit sich bringt: Selbstzweifel, Liebeskummer und depressive Phasen.“ Exemplarisch bringe etwa der Song Kids das „Wasted-Youth-Gefühl zwischen Exzess und Erfolgsdruck, Dauerhigh und Depristimmung“ auf den Punkt. Während sich Saiya auf Rapper wie Waka Flocka Flame bezieht, sieht Wihgrab Parallelen zu Lil Xan und Lil Peep. Der Einfluss aus US-Trap und Cloud-Rap sei „unüberhörbar“.

## Auszeichnungen für Musikverkäufe
| Goldene Schallplatte - Deutschland - 2022: für das Lied Highway - Österreich - 2022: für das Lied Highway |

| Land/RegionAuszeichnungen für Musikverkäufe (Land/Region, Auszeichnungen, Verkäufe, Quellen) | Gold     | Platin | Verkäufe | Quellen           |
| -------------------------------------------------------------------------------------------- | -------- | ------ | -------- | ----------------- |
| Deutschland (BVMI)                                                                           | Gold1    | —      | 200.000  | musikindustrie.de |
| Österreich (IFPI)                                                                            | Gold1    | —      | 15.000   | ifpi.at           |
| Insgesamt                                                                                    | 2× Gold2 | —      |          |                   |